# Tricholoma aurantium
Tricholoma aurantium (Jacob Christian Schäffer, 1762/1774 ex Adalbert Ricken, 1915) din încrengătura Basidiomycota, în familia Tricholomataceae și de genul Tricholoma, este o specie de ciuperci necomestibile care coabitează, fiind un simbiont micoriza, formând prin urmare micorize pe rădăcinile arborilor. O denumire populară nu este cunoscută. Acest burete răspândit trăiește în România, Basarabia și Bucovina de Nord pe sol proaspăt, bazic sau calcaros în grupuri nu prea mari, chiar și în cercuri de vrăjitoare, în păduri de conifere sub brazi, molizi și pini, în cele mixte străbătute de rășinoase, la margini de pădure, dar, de asemenea, prin câmpi de ienupăr. Apare cu predilecție în regiunile colinare până submontane din (august) septembrie până în noiembrie.

## Taxonomie

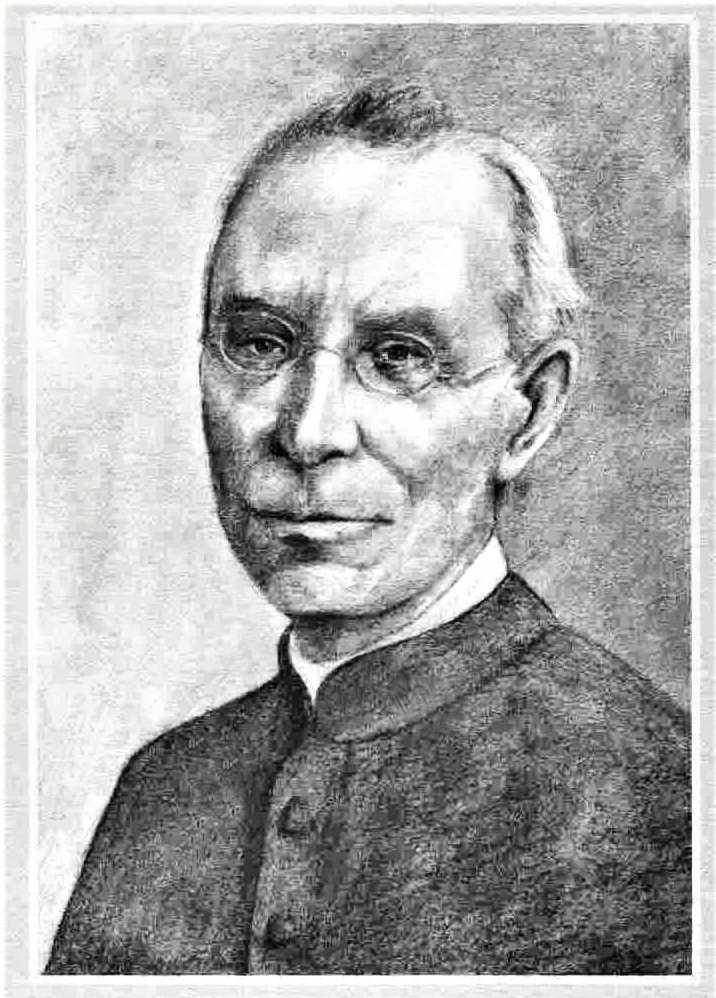
A. Ricken

Deși renumitul om de știință german (Jacob Christian Schäffer a pictat specia descriind-o doar scurt drept Agaricus aurantius în volumul 1 al tetralogiei sale Fungorum qui in Bavaria et Palatinatu circa Ratisbonam nascuntur Icones deja în 1762, numele binomial se referă la descrierea mai detaliată a lui Schäffer în volumul 4 al tetralogiei sale din 1774.
Apoi în 1915, compatriotul său, micologul Adalbert Ricken, a transferat specia corect la genul Tricholoma  sub păstrarea epitetului, de verificat în volumul 2 al operei sale Die Blätterpilze (Agaricaceae) Deutschlands und der angrenzenden Länder, besonders Oesterreichs und der Schweiz, fiind și numele curent valabil (2021).
Toate celelalte sinonime acceptate (vezi infocaseta) nu sunt folosite. O excepție a făcut taxonul Armillaria aurantia, creat de micologul german Paul Kummer în 1871 pe baza descrierii lui Schäffer care a fost folosit în cărți micologice vechi din ultimele decenii ale secolului al XIX-lea și al primelor ale secolului XX, între altele de Giacomo Bresadola.
Epitetul specific se trage din cuvântul latin (latină auratus=auriu, aurit, străbătut auriu), datorită aspectului general al ciupercii.

## Descriere
- Pălăria: are un diametru de 5-10 (12) cm, este cărnoasă, compactă și fermă, inițial semisferică, repede convexă, pentru ca să devină plată, chiar adâncită în vârstă, prezentând nu rar un gurgui turtit în centru. Marginea inițial rulată spre interior devine mai târziu ondulat îndoită. Cuticula care se poate îndepărta de pălărie este aproape netedă cu doar puțini solzișori fini împrăștiați (spre centru mai mulți) și umedă, lucioasă, lipicioasă, nu rar unsuroasă. Coloritul poate fi galben-portocaliu, portocaliu până portocaliu-roșiatic, devenind la bătrânețe brun-portocaliu. Dacă se freacă cu degetele peste suprafața pălăriei, ea pătează, lăsând în urmă urme de culoare galben-portocaliu pe piele.

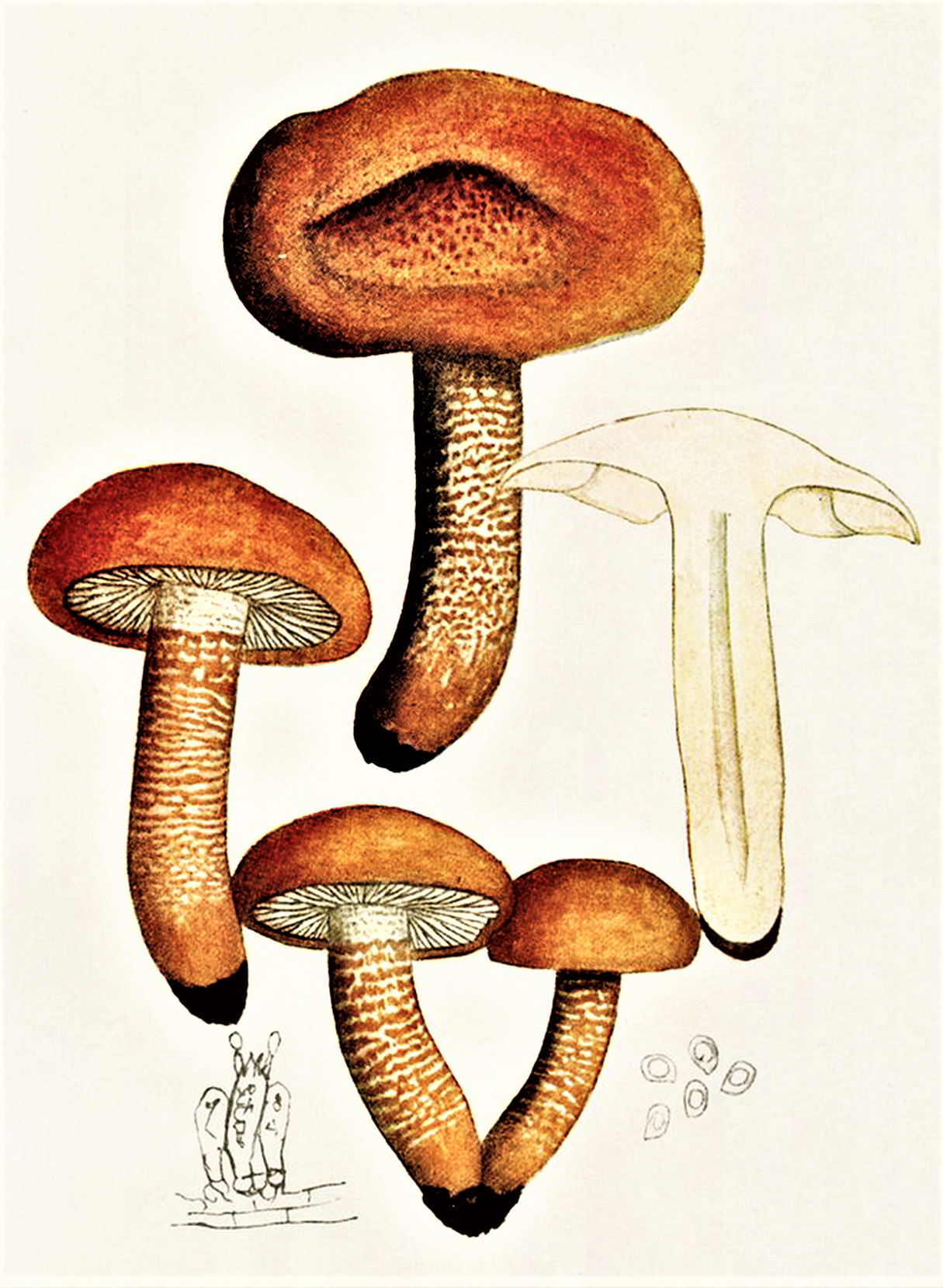
Bres.: Armillaria aurantia

- Lamelele: sunt inegale, bifurcate, subțiri și îndesate, strâns atașate și cu avansarea în vârstă din ce în ce mai bombate spre picior (numit: șanț de castel). Muchiile fertile sunt în tinerețe netede, odată bătrâne însă zimțate. Coloritul inițial alb, devine apoi crem-gălbui, căpătând în vârstă sau după o leziune pete brun-roșiatice.
- Piciorul: are o înălțime de 5-8 (9) cm și o lățime de 1,5-2 (2,5) cm, este cilindric, solid și plin până în vârstă. Aproape toată suprafață uscată și mată prezintă spre bază pe fond portocaliu un desen neregulat de solzi fini și denși maronii, rânduiți în benzi în formă de zigzag care se desfășoară orizontal în jurul tulpinii, amintind de desenele pielii la vipere, ce se termină abrupt într-o linie în jurul cărei apar adesea lăcrimioare limpede. De acolo în sus coloritul este alb. Nu prezintă un inel propriu zis.
- Carnea: ce nu se decolorează în urma unei tăieri este compactă, groasă, fermă și albă, la bază roșu-portocalie. Ciuperca tânără are un miros plăcut asemănător buretelui de mai, dar cu timpul din ce în ce mai puternic de faină, chiar de dextrină, gustul fiind foarte amar și astringent.[3][4]
- Caracteristici microscopice: prezintă spori mici ovoidali până aproape sferici, cu un apic pronunțat, netezi, hialini (translucizi), neamilozi (nu se decolorează cu reactivi de iod) și cu o picătură uleioasă mare în centru, având o mărime de 4,5-5,5 (6) x (3,5) 4-(4,5) 5 microni. Pulberea lor este albă. Basidiile clavate cu preponderent 4 sterigme fiecare, măsoară (19) 25-28 (32) x 4-6 microni. Cistidele (elemente sterile situate în stratul himenal sau printre celulele din pielița pălăriei și a piciorului, probabil cu rol de excreție) lipsesc. Pileocistidele (elemente sterile de pe suprafața pălăriei) constau dintr-un trichoderm de hife iregular cilindrice de 2-5 µm grosime, având elemente terminale cu o dimensiune de 15 (21)-51 (70) x 2,5-6 (9) microni.  Subcuticula nu deosebit de diferențiată este alcătuită din elemente cilindrice parțial umflate, groase de 2,5-11 µm. Pigmenții brun-gălbui, granular-uleioși sunt legați de membrană sau încrustați. Caulocistidele (cistide situate la suprafața piciorului), și ele în formă de trichoderm, constau din hife iregular cilindrice de 2-5 µm grosime, minuțios încrustate brun-gălbui cu elemente cilindrice până clavate în smocuri de trichoderm de 15 -35 (45) x 3-9 microni cu un conținut granular-uleios. Cleme de orișice formă lipsesc.[10][11]
- Reacții chimice: cuticula se decolorează cu acid sulfuric portocaliu și cu Hidroxid de potasiu imediat brun-roșiatic, iar carnea cu formol slab ocru-portocaliu și cu tinctură de Guaiacum palid gri-verzui.[12][13]

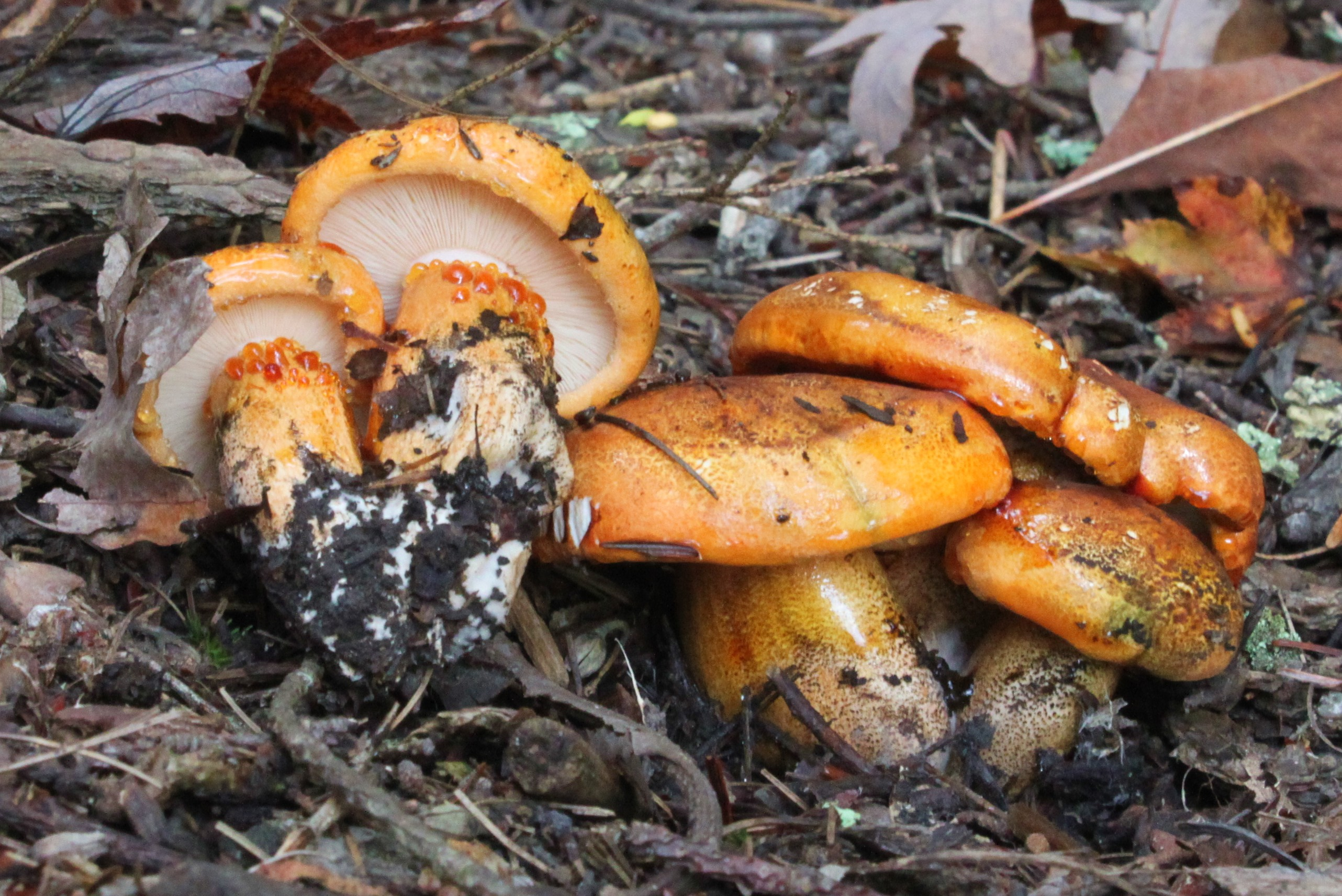
T. aurantium, pălărie, lamele și picior

## Confuzii
Cine cunoaște Tricholoma aurantium îl va confunda numai greu, maximal cu  Tricholoma focale (comestibil, dar de valoare scăzută, cuticulă în tinerețe și la umezeală unsuroasă, de altfel uscată, carne albă, miros identic, dar gust blând, neamar, trăiește în păduri de conifere pe sol uscat și nisipos), dar începători sau culegători nepricepuți ar putea să vadă în el de exemplu pe: Tricholoma apium (comestibil, se dezvoltă în păduri de conifere sub molizi și pini, miros de țelină sau Maggi, gust blând), Cortinarius arcuatorum (necomestibil, carne ocru-violetă, miros de mere sau pere, gust amar, se dezvoltă în foioase), Tricholoma batschii (otrăvitor, foarte amar), Cortinarius elegantior (comestibil, carne slab gălbuie, în centrul piciorului ușor roșiatică, miros imperceptibil, gust blând), Tricholoma equestre sin. Tricholoma flavovirens (poate să fie letală ca Paxillus involutus, pălărie galben-verzuie, picior albicios, miros făinos și gust plăcut), Tricholoma fucatum (comestibil, dar de valoare scăzută, slab gălbuie, miros de făină și gust identic, neamar, trăiește în păduri de conifere), Tricholoma fulvum (necomestibil, carne galbenă, fără miros), Tricholoma ustale (slab otrăvitor), Tricholoma ustaloides (necomestibil, se dezvoltă în păduri de conifere pe lângă pini pe sol nisipos, miros făinos, gust destul de amar) sau Cortinarius vibratilis (necomestibil, lamele alb-gălbuie la început, apoi maroniu-roșcate și picior alb, inițial acoperit de un văl lipicios, cuticula mereu umedă sau unsuroasă, foarte amară și ceva iute).

## Specii asemănătoare în imagini

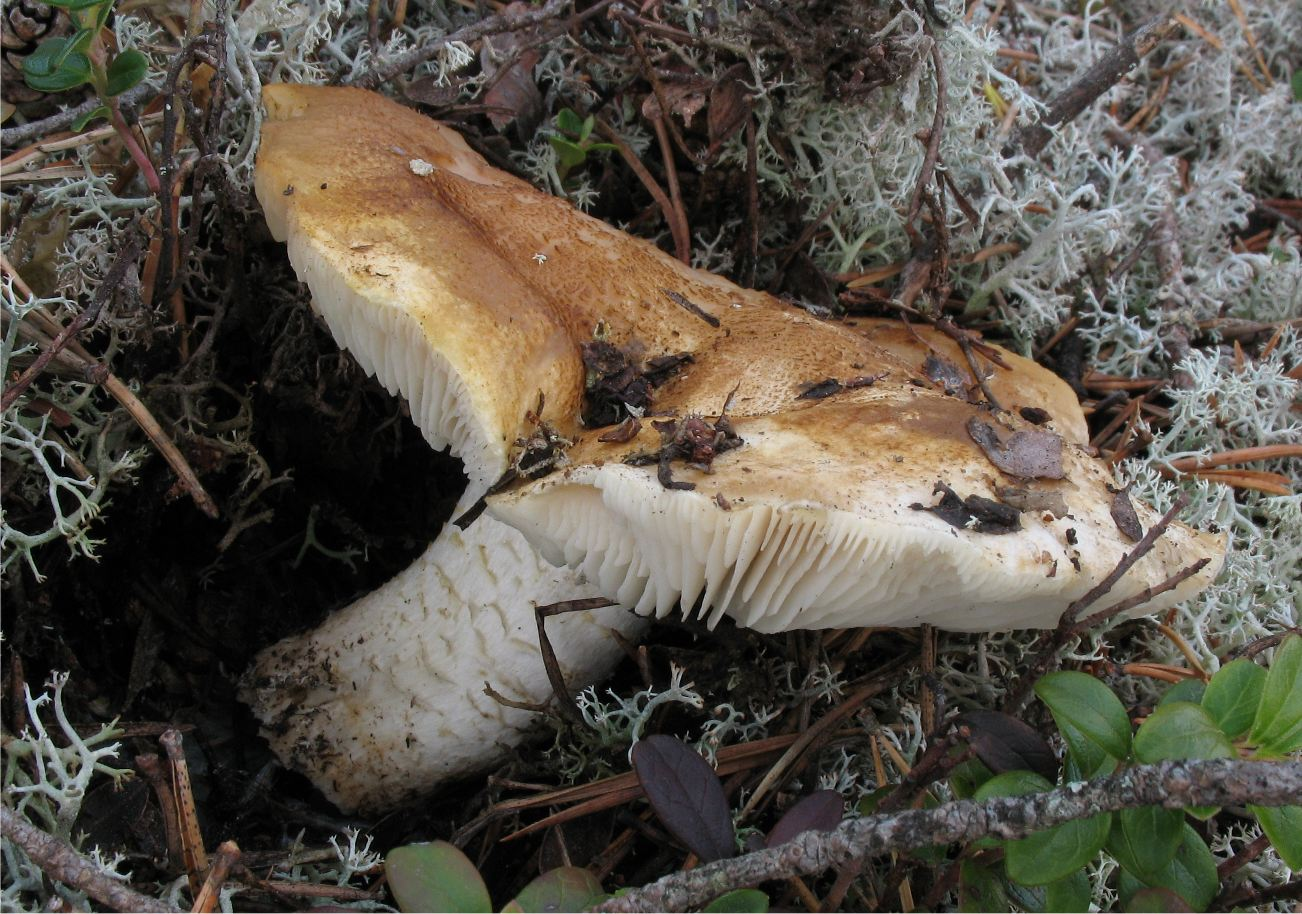
Tricholoma apium
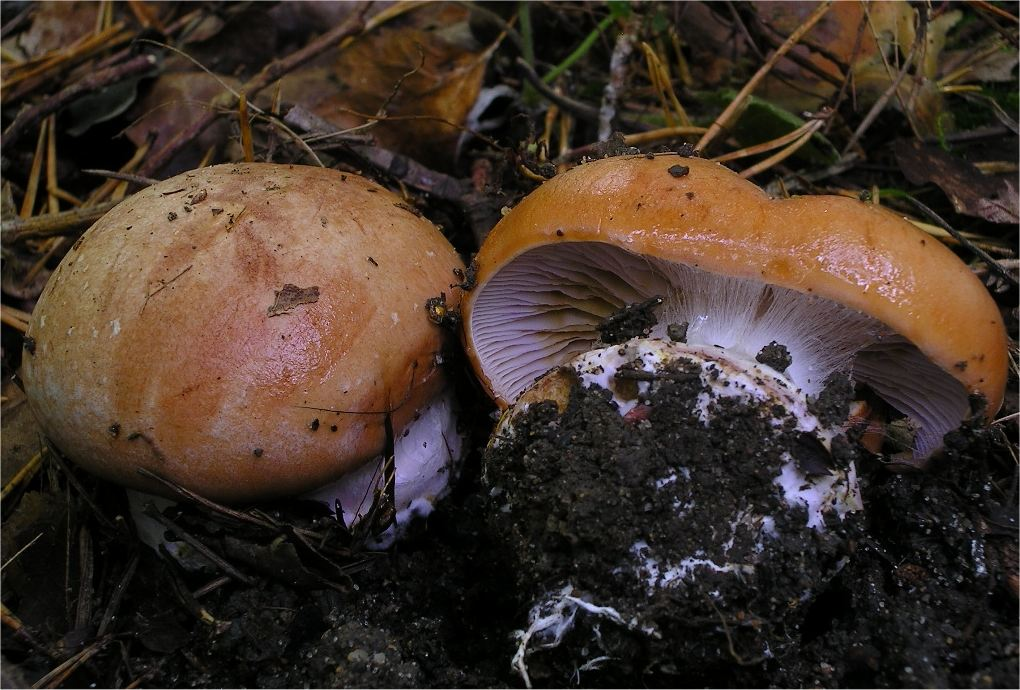
!Cortinarius arcuatorum!
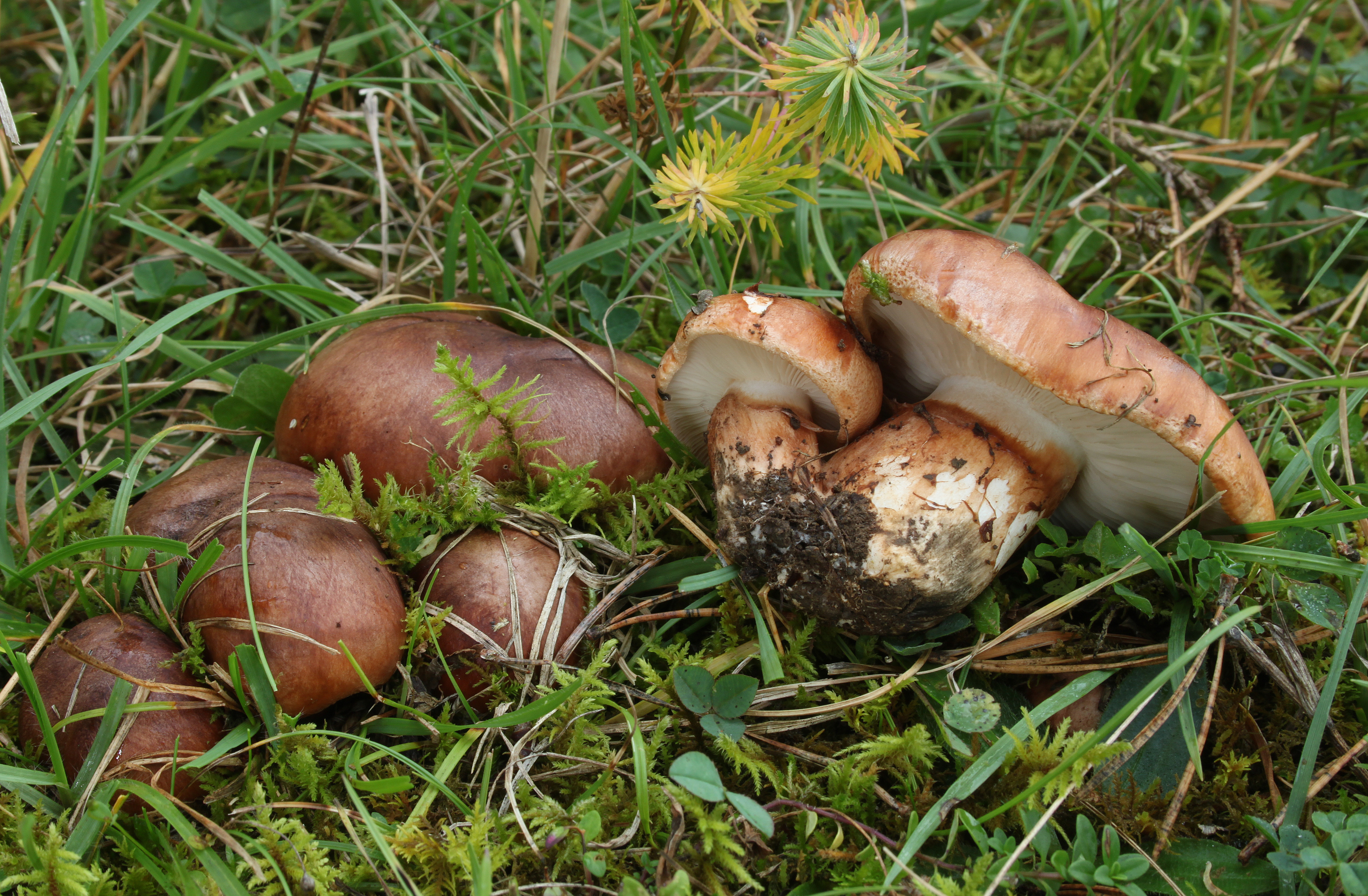
!!Tricholoma batschii!!
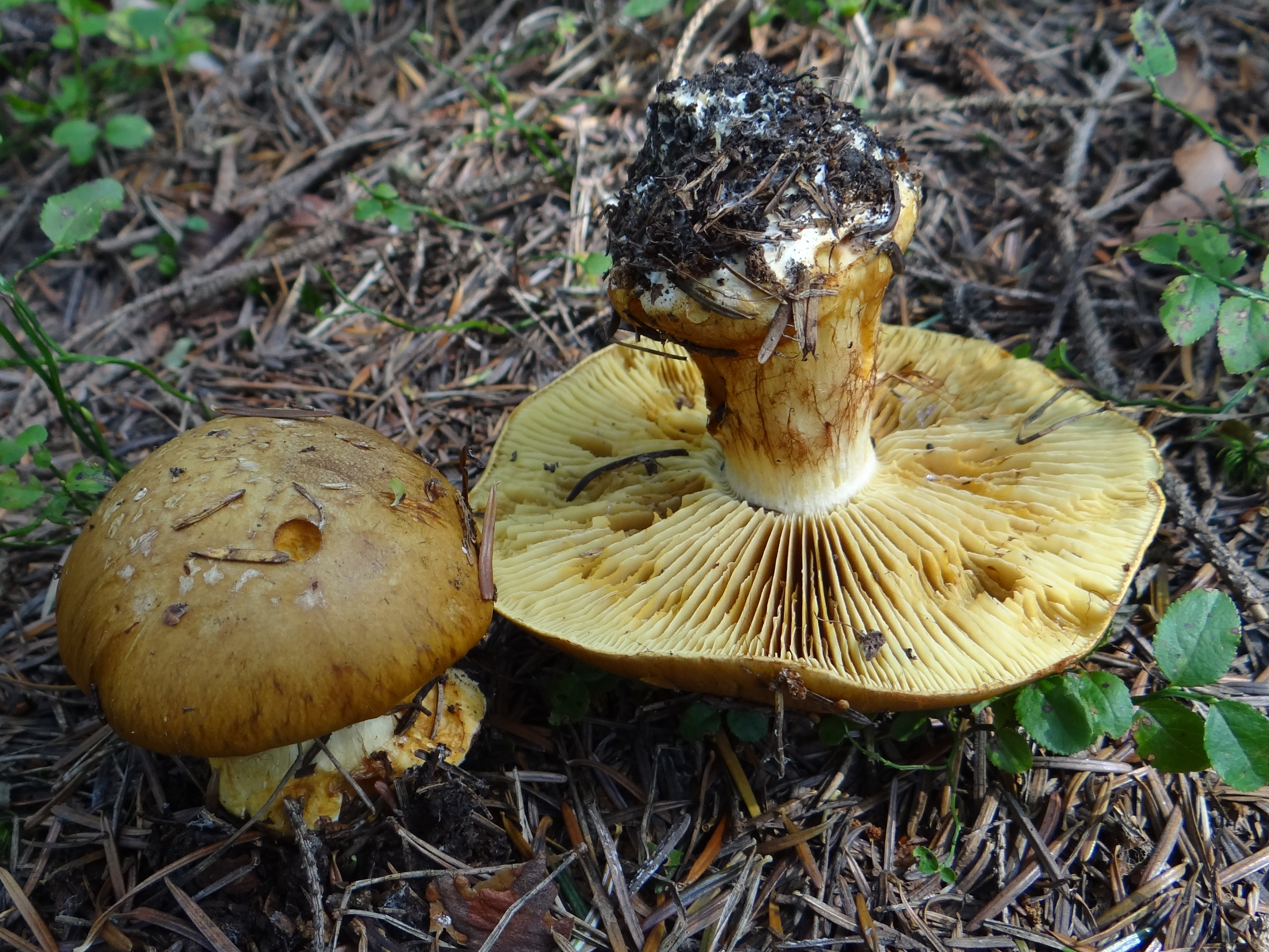
Cortinarius elegantior
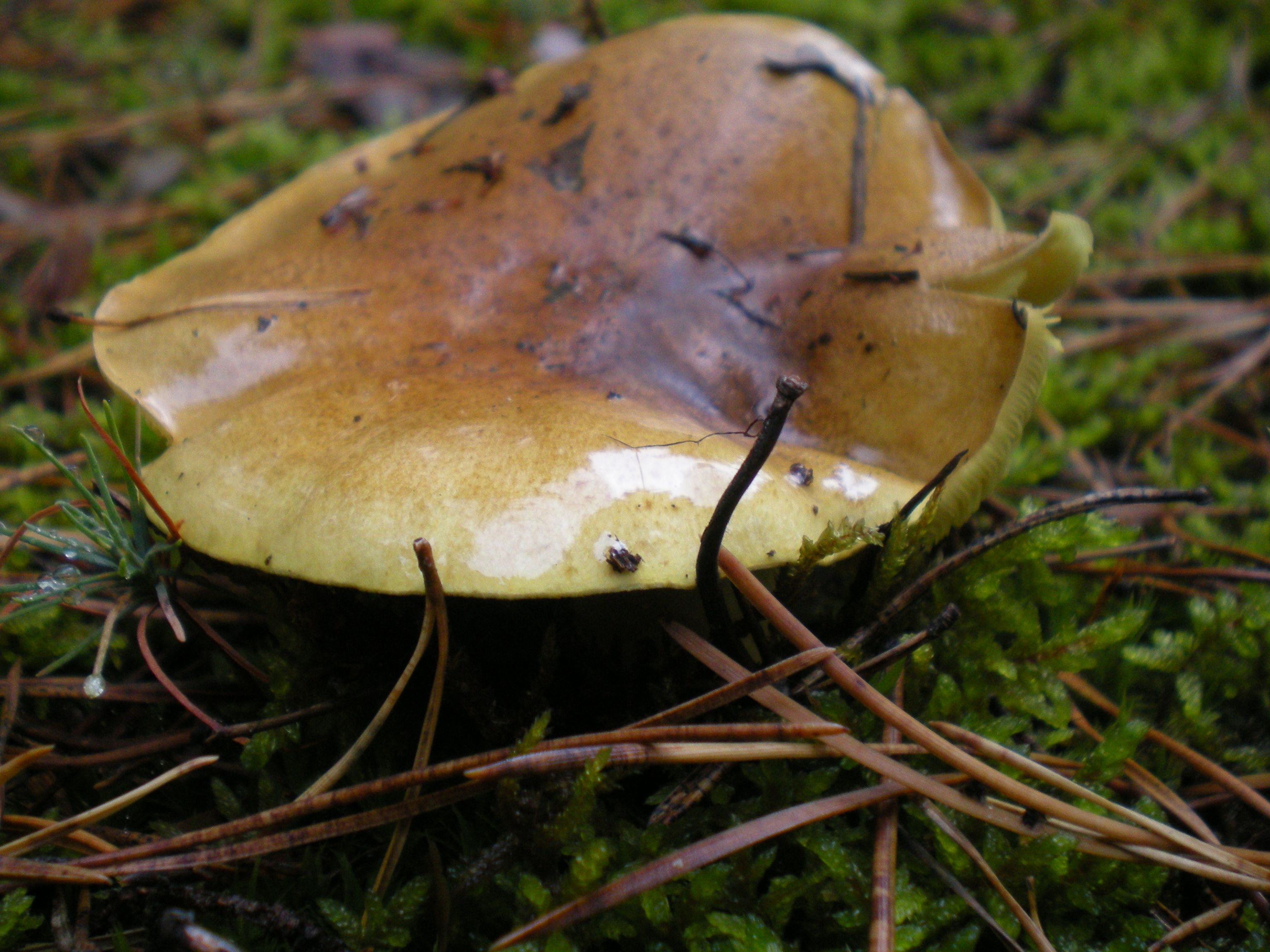
!!Tricholoma equestre!!
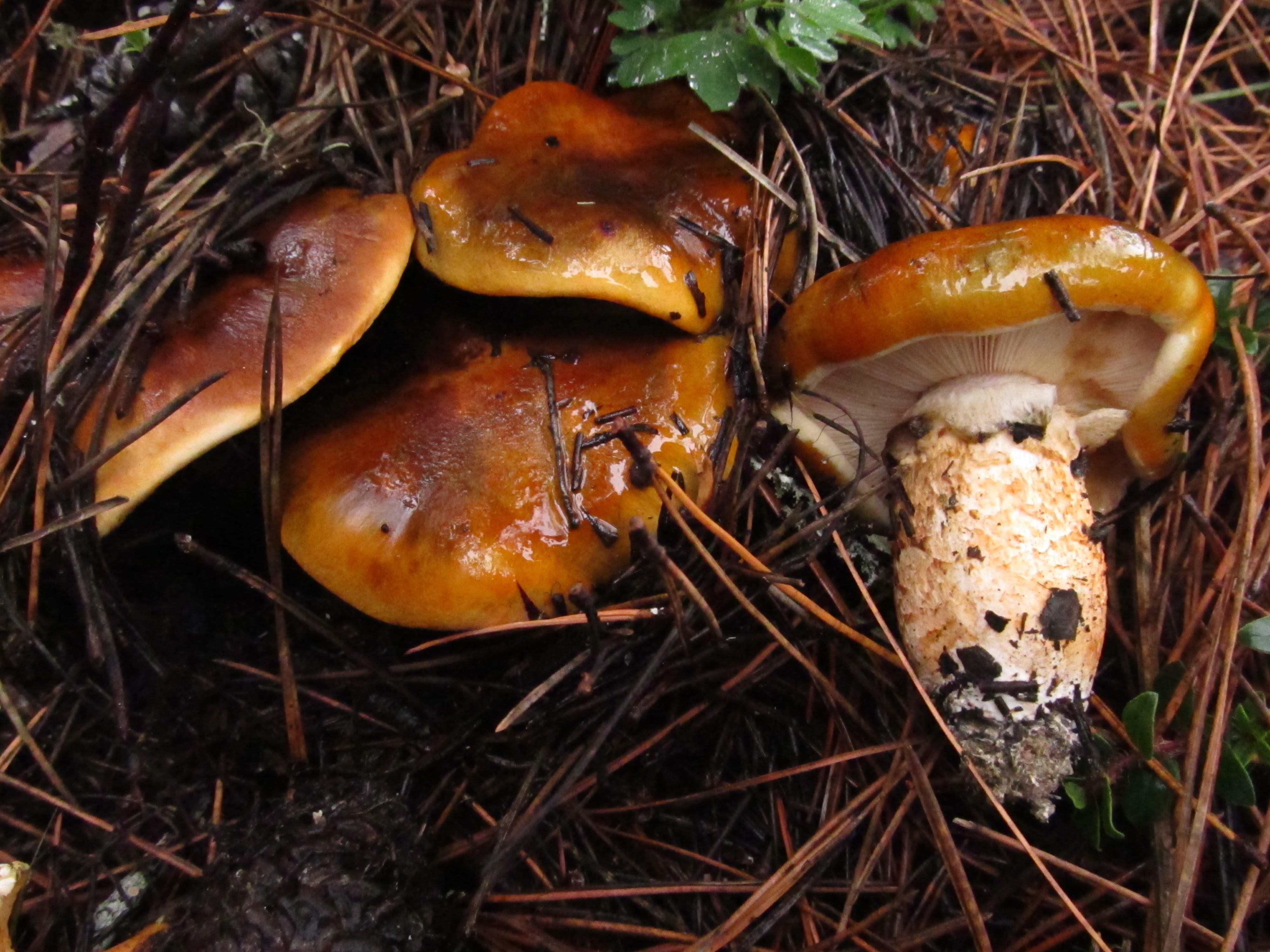
Tricholoma focale

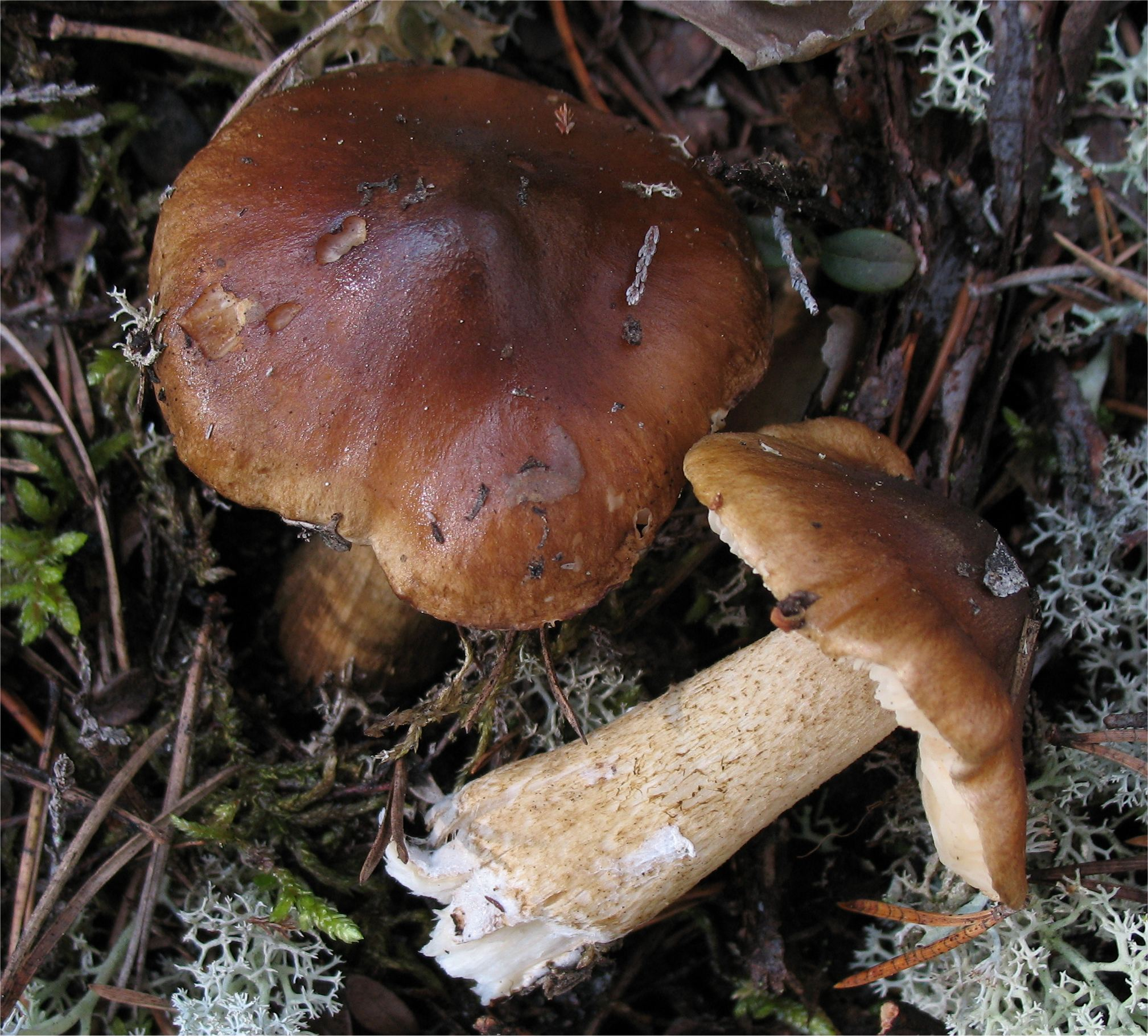
Tricholoma fucatum
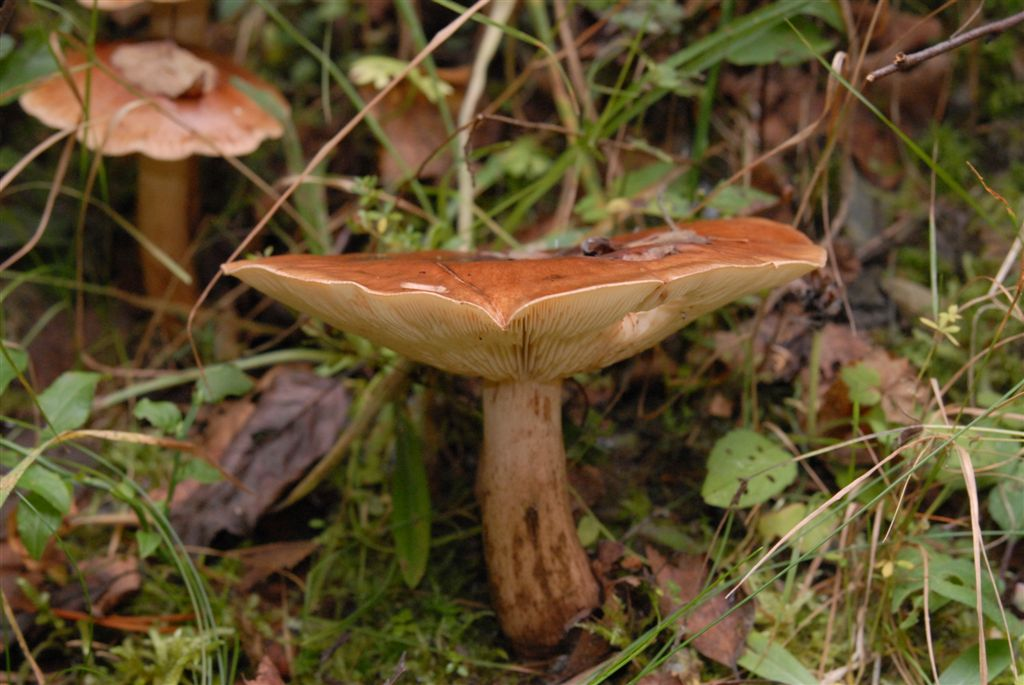
!Tricholoma fulvum!
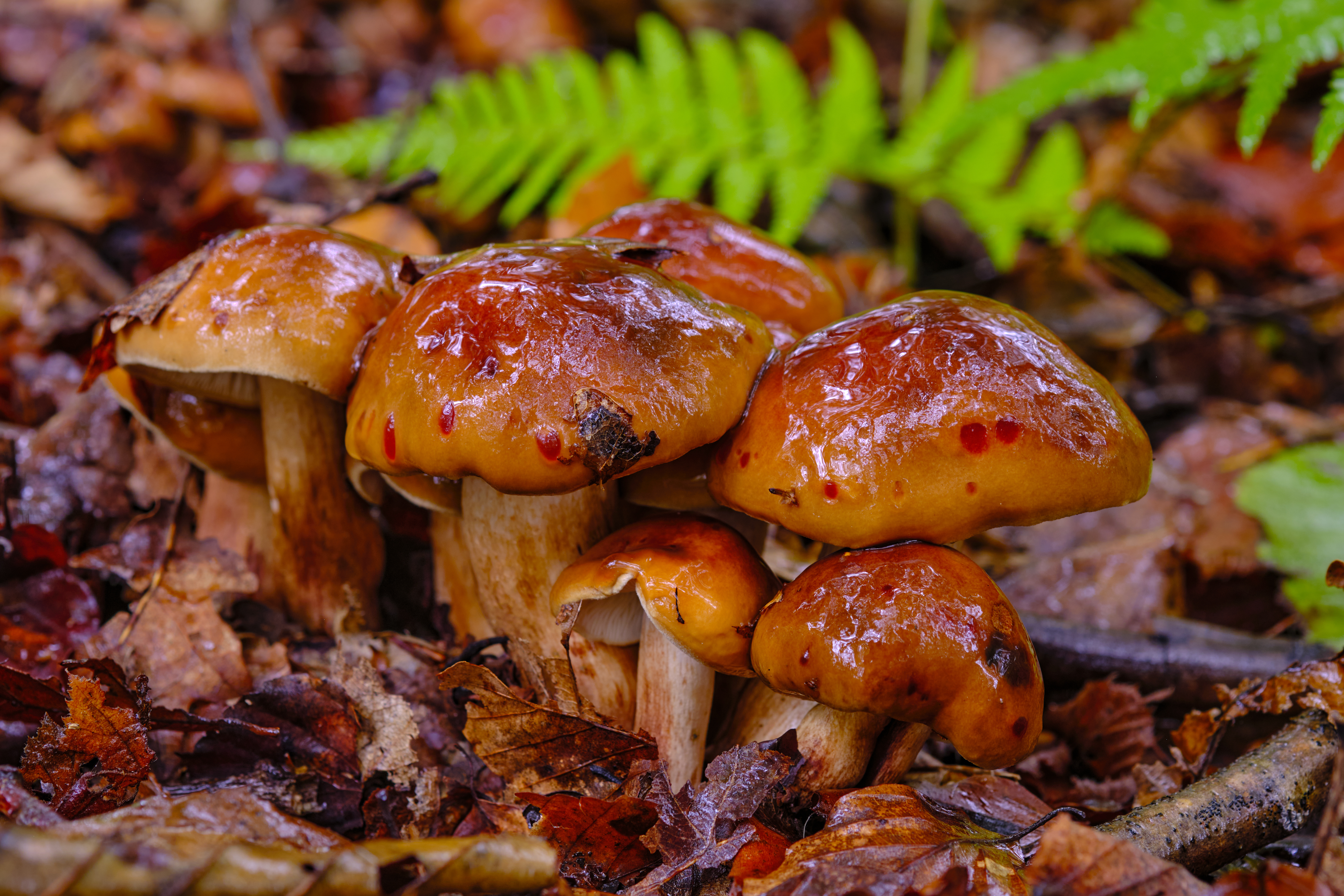
!!Tricholoma ustale!!
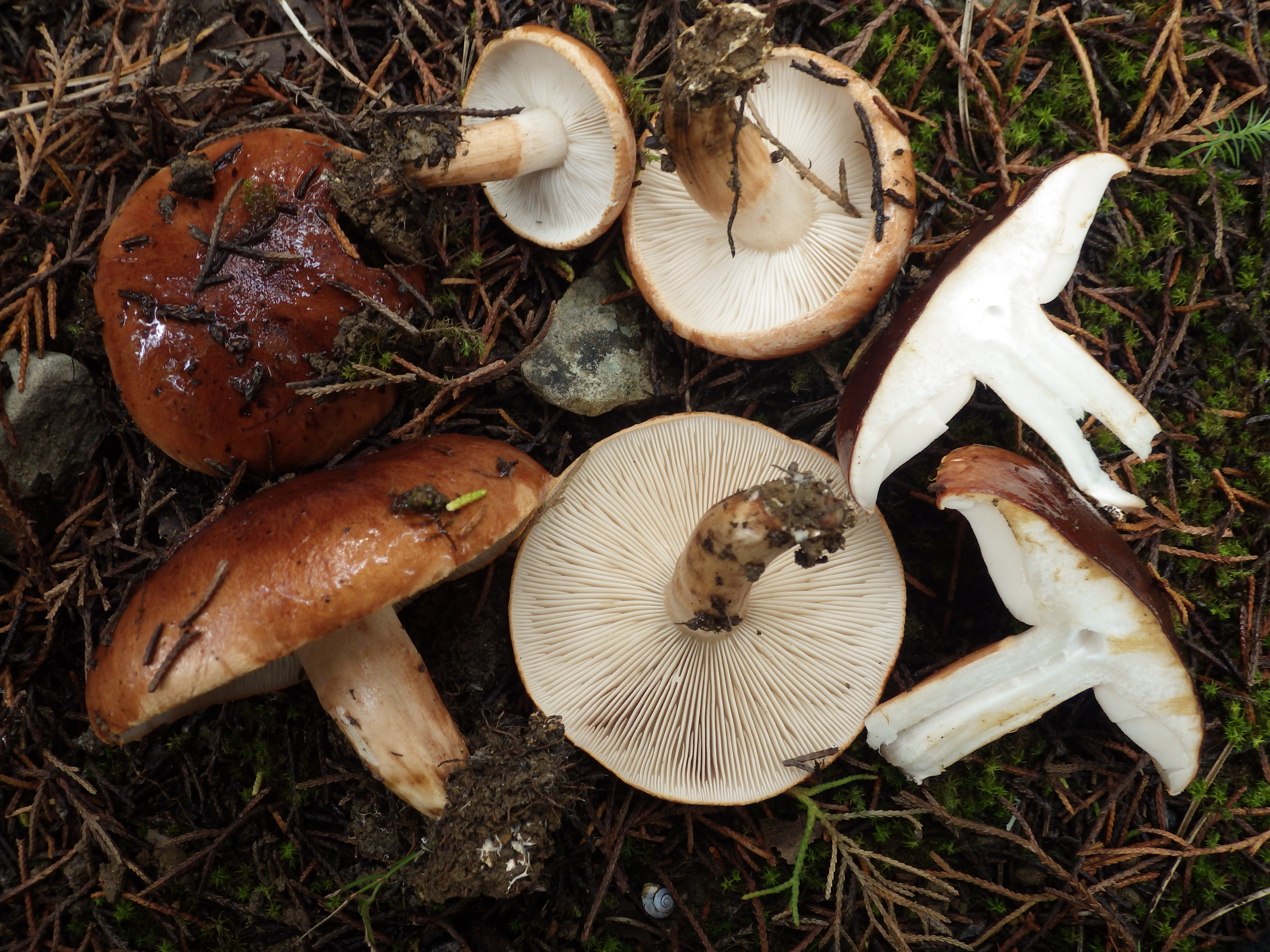
!Tricholoma ustaloides!
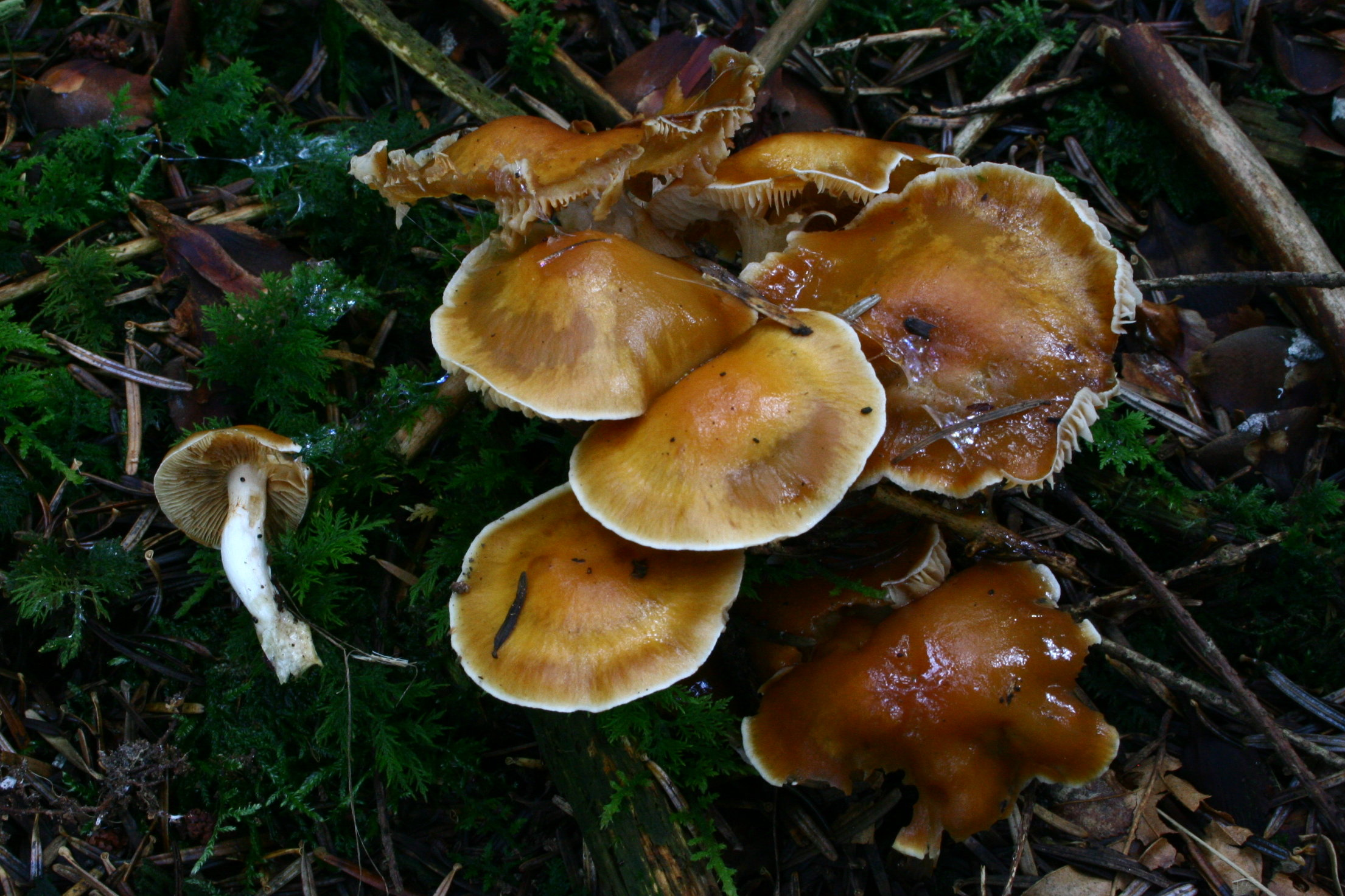
!Cortinarius vibratilis!

## Valorificare
Deși o specie de ciuperci destul de mare, cărnoasă și fermă e a nu este comestibilă mai puțin din cauza mirosului ci în primul rând al gustului amar.